# Метод аналізу розмірностей
Метод аналізу розмірностей — метод можна розглядати як віртуальний аналог фізичного моделювання процесу, але за допомогою засобів розмірностей фізичних величин. Суть методу полягає в тому, що з параметрів, які характеризують систему, складається вираз-модель, що має потрібну розмірність і певним чином відтворює (емулює, імітує) функціонування фізичної системи. Часто саме складена за правилом розмірності формула і виявляється шуканим співвідношенням (з точністю до безрозмірного множника). Цей метод не дає повних відомостей про співвідношення між змінними, яке, зрештою, повинно бути виявлене експериментально. Тим не менше цей метод дозволяє значно скоротити обсяг експериментальних робіт. Таким чином, ефективне застосування методу розмірностей можливе тільки при комбінуванні його з експериментом; при цьому повинні бути відомі усі фактори або змінні величини, які впливають на досліджуваний процес. Аналіз розмірностей дає логічний розподіл величин по безрозмірних групах. У загальному вигляді функціональна залежність N може бути представлена у вигляді формули, яка називається формулою розмірності:

Сюди входить (k+1) величин з включенням і величини N. Вони можуть бути змінними, постійними, розмірними та безрозмірними. Однак у цьому випадку необхідно, щоб для числових величин, які входять у рівняння, що характеризує фізичне явище, була б прийнята одна й та ж система основних одиниць вимірювання. При дотриманні цієї умови рівняння залишається справедливим при довільно вибраній системі одиниць вимірювання. Далі, ці основні одиниці повинні бути незалежними за своїми розмірностями, а число їх таким, щоб була можливість представити через них розмірності усіх інших величин, які входять у функціональну залежність (див. формулу). Такими одиницями вимірювання можуть бути будь-які три величини, що входять у рівняння (2.73) і є незалежними одна від одної у відношенні розмірності. Якщо прийняти, наприклад, за одиниці вимірювання довжину L і швидкість V, тим самим маємо заданими одиницю довжини L і одиницю часу T = L /V. Таким чином, для третьої одиниці вимірювання не можна приймати величину, розмірність якої містить тільки довжину і час, як, наприклад, прискорення, тому що ця величина вже є заданою в результаті вибору одиниці довжини та швидкості. Тому додатково повинна бути вибрана будь-яка величина, в розмірність якої входить маса, наприклад, густина, в'язкість, сила і тощо.